# Jan Pietraszko

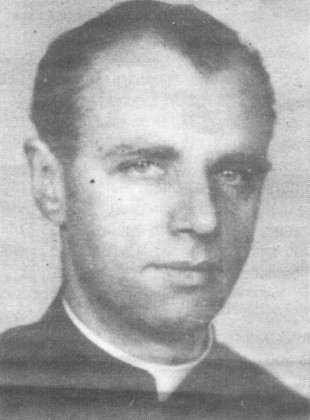
Jan Pietraszko (1946)

Jan Pietraszko (* 7. August 1911 in Buczkowice, Österreich-Ungarn; † 2. März 1988 in Krakau, Polen) war ein polnischer römisch-katholischer Geistlicher und Weihbischof in Krakau.

## Leben
Jan Pietraszko empfing am 5. April 1936 durch den Erzbischof von Krakau, Adam Stefan Sapieha, das Sakrament der Priesterweihe.
Am 23. November 1962 ernannte ihn Papst Johannes XXIII. zum Titularbischof von Turrisblanda und zum Weihbischof in Krakau. Der Erzbischof von Krakau, Stefan Kardinal Wyszyński, spendete ihm am 15. April des folgenden Jahres die Bischofsweihe. Mitkonsekratoren waren die Krakauer Weihbischöfe Karol Wojtyła, der spätere Papst Johannes Paul II., und Julian Groblicki.
Er nahm an der dritten und vierten Sitzungsperiode des Zweiten Vatikanischen Konzils als Konzilsvater teil.
Das Erzbistum Krakau leitete nach seinem Tod ein Seligsprechungsverfahren für Pietraszko ein. Am 21. Dezember 2018 erkannte ihm Papst Franziskus den heroischen Tugendgrad zu.